# Kamma Svensson
Kamma Svensson, auch Karen Margrete Svensson (* 28. November 1908 in Sønderborg; † 11. Februar 1988 in Kopenhagen) war eine deutsch-dänische Malerin, Grafikerin und Illustratorin.

## Leben

### Familie
Kamma Svensson war die Tochter des dänisch-nationalistischen Herausgebers und Redakteurs des Dybbøl-Posten in Sønderborg und späteren Folketingabgeordneten Adolf Bernhard Svensson (* 19. November 1880 in Aabenraa; † 14. Oktober 1963 in Haderslev) und dessen Ehefrau Kathrine Marie (* 3. Januar 1884 in Haderslev; † 26. Juni 1976 ebenda), Tochter von Morten Kristian Sørensen Billum (1856–1946); sie hatte noch sieben Geschwister.
In erster Ehe war sie seit 1929 mit dem Berliner Architekten Heinrich Hartwig verheiratet; gemeinsam hatten sie ein Kind. Nach der Scheidung, die 1935 erfolgte, heiratete sie am 28. Februar 1937 in zweiter Ehe in Haderslev den von dort stammenden Geschäftsführer Helge Peter Emil Bech Emborg (* 18. Januar 1910 in Kopenhagen; † 22. Dezember 1995 in Jægersborg), mit dem sie zwei Kinder hatte. Trotz ihrer Hochzeiten behielt sie zeit ihres Lebens ihren Geburtsnamen bei.
Während des Ersten Weltkriegs lebte Svensson mit ihrer Mutter und ihren Geschwistern in Husum und Flensburg, während ihr Vater zu den deutschen Streitkräften eingezogen worden war.

### Werdegang
1920 ließ sich die Familie von Kamma Svensson in Haderslev in Südjütland nieder; dort schloss sie 1927 die Domschule ab.  
Weil in ihrer Kindheit sehr viel über Journalismus gesprochen wurde, entstand bereits zu dieser Zeit in ihr der Wunsch Karikaturistin zu werden. 
Kamma Svensson wurde nach Beendigung der Schule eine Schülerin des Malers Harald Slott-Möller in Kopenhagen und besuchte anschließend die Kunstakademie in Berlin von 1929 bis 1934, um Grafik zu studieren; noch während des Studiums begann sie, illustrierte Artikel an dänische Zeitungen zu versenden. 
In den 1940er Jahren trug sie mit einer Reihe von Artikeln zur Debatte über die Rolle der Frau auf dem Arbeitsmarkt und im Haushalt bei; so war sie von 1943 bis 1947 Mitarbeiterin der dänischen Tageszeitung Nationaltidende. Kurz nach Beendigung des Zweiten Weltkriegs reiste sie für das dänische Rote Kreuz nach Deutschland und besichtigte unter anderem die zerstörten Städte Berlin, Hamburg und Dresden.
Nach dem Krieg begann sie, Kinderbücher zu illustrieren, die ab 1945 immer farbenfroher wurden und durch biblische Geschichten und Märchen inspiriert waren, unter anderem 1946 Kan Familien reddes von Margit Wohlins, 1947 Barnet under mit Hjerte von Else Sigfred-Pedersen und 1947 Børnene og Verden von Pearl S. Buck. Ihr letztes Werk, das sie 1987 veröffentlichte, war das reich illustrierte Bilderbuch Da Prosper Alpanus og Rosabelle Verde tryllede om kap.
Neben Illustrationen für Kinderbücher, unter anderem von Lise Nørgaard und Johannes Møllehave (1937–2021), war sie in erster Linie als Pressezeichnerin tätig und begann Illustrationen für Zeitungen und Zeitschriften beizusteuern, unter anderem für Dagens Nyheder, Berlingske Tidende und vor allem Politiken, wo sie von 1950 bis 1971 tätig war; dazu schuf sie 1978 ein Plakat für das Kopenhagener Tivoli sowie zahlreiche Landschaftsaquarelle und gestaltete dekorative Teller für die Manufaktur Royal Copenhagen. 1981 entwarf sie die dänische Weihnachtsbriefmarke Mutter und Kind in der Sternensonne (Mor og barn i stjernesol). 
Sie unternahm zahlreiche Studienreisen und besuchte unter anderem 1929 Paris, 1937 die Tschechoslowakei, 1939 Griechenland, 1946/1947 Norwegen, 1948 England und 1949 Frankreich.

## Ausstellungen
1937 beteiligte Kamma Svensson sich an der Ausstellung Sønderjysk Udstilling (Südjütländische Ausstellung) auf Schloss Charlottenborg in Kopenhagen; im Herbst des darauffolgenden Jahres war sie an der dortigen Herbstausstellung beteiligt. Bei ihren weiteren Arbeiten, die sie auf verschiedenen Ausstellungen bis Mitte der 1940er Jahre, unter anderem 1942 im Studio Schrader und 1944 in Bachs Kunsthandel, präsentierte, war sie überwiegend mit Kinderzeichnungen beteiligt.
Ihre späteren Werke wurden 1980 auf der Danske bladtegnere, 1983 auf der Kunstnere for fred und den Ausstellungen der Künstlerinnenvereinigung Kvindelige Kunstneres Samfund in den Jahren 1976 und 1986 ausgestellt.
Vom 23. Februar bis 24. März 2019 fand im Hafenamt Haderslev eine Sonderausstellung des Kunstvereins Haderslev zu Erinnerung an Kamma Svensson statt.

## Buchillustrationen (Auswahl)
- Pearl S. Buck: Børnene og verden. Kopenhagen: Jespersen og Pio, 1947.
- Else Sigfred-Pedersen: Barnet under mit Hjerte. Kopenhagen, 1947.
- Tilde Svensson: I tredie og fjerde Led. Graasten: Folkung, 1948.
- Margit Wohlin: Kan Familien reddes: den moderne Families Problemer. Det Danske Forlag, 1948.
- Grethe Heltberg: Odysseus: En gendigtning. Sønderborg, 1951.
- Elmar Drastrup: Lile Nanok: En Fortælling fra Grønland om en ung Isbjørn. Kopenhagen: Schultz, 1951.
- Esther Gretor: Katten Mju. Historien om en kat. Kopenhagen, 1952.
- Hans Erling Langkilde: Bedre Boliger. Kopenhagen 1952.
- Elmar Drastrup: Nanokkur: Ein saga um eina lítla hvitabjørn. Tórshavn, 1956.
- Ingeborg Trier: Ind under Jul.: Julehygge og Juleideer. Kopenhagen 1956.
- Dagny Kjærsgaard: Ægte guld helt igennem. Kopenhagen: Rasmus Navers Forlag, 1958.
- Kirsten Hare: Mine eventyr. Kopenhagen: Gyldendal, 1959.
- Mika Waltari: Marcus. Kopenhagen: Steen Hasselbalch, 1960.
- Lise Nørgård: Jeg er blevet alene. Kopenhagen 1961.
- Carry Hedemann: Pigernes erhvervsvalg. Munksgaard, 1962.
- Lise Nørgaard: Med mor bag rattet. Kopenhagen 1966.
- Lise Nørgaard: Jo' mere vi er sammen. Kopenhagen: Rhodos, 1966.
- Chi-yun Eskelund: Chi-yun's kogebog. Kopenhagen: Gyldendal, 1966.
- Eva Hemmer Hansen: Camelot. Kopenhagen: Fremad, 1966.
- Tove Ditlevsen: Hvad nu Annelise? Kopenhagen: Høst & Søn, 1968.
- Ester Bock: Lea kriegt ein Brüderchen. Reinbek (bei Hamburg): Carlsen 1971.
- Lise Nørgaard: Volmer - portræt af en samfundsstøtte. Kopenhagen: Gyldendal, 1971.
- Kirsten Bang: Tiggerdrengen Jugga. Kopenhagen: Abbé Pierres Klunseres Forlag, 1972.
- Carl Johan Elmquist: Noas erindringer. Kopenhagen: Selskabet Bogvennerne: Carit Andersen, 1979.
- Johannes Møllehave: Josefs drømme: en gammel historie. Kopenhagen: Carit Andersen, 1983.
- Kirsten Bang: Yougga finds Mother Teresa. Tisbury, Wiltshire: Elements Books, 1983.
- Kamma Svensson; E. T. A. Hoffmann: Da Prosper Alpanus og Rosabelle Verde tryllede om kap. Kopenhagen: Gyldendal, 1987.